# Johannes Hegner
Johannes Vilhelm Adam Hegner, född 15 december 1852 i Köpenhamn, död 3 juni 1938 i Engelbrekts församling, Stockholm, var en dansk-svensk kontrabasist. Han var bror till Ludvig och Anton Hegner.
Hegner var lärjunge till Valdemar Tofte i Köpenhamn, blev kontrabasist hos Theodor Blanch i Stockholm 1870 och var kontrabasist i Kungliga Hovkapellet där 1875–1907. Han ligger begravd på Norra begravningsplatsen i Stockholm.